# История Аризоны

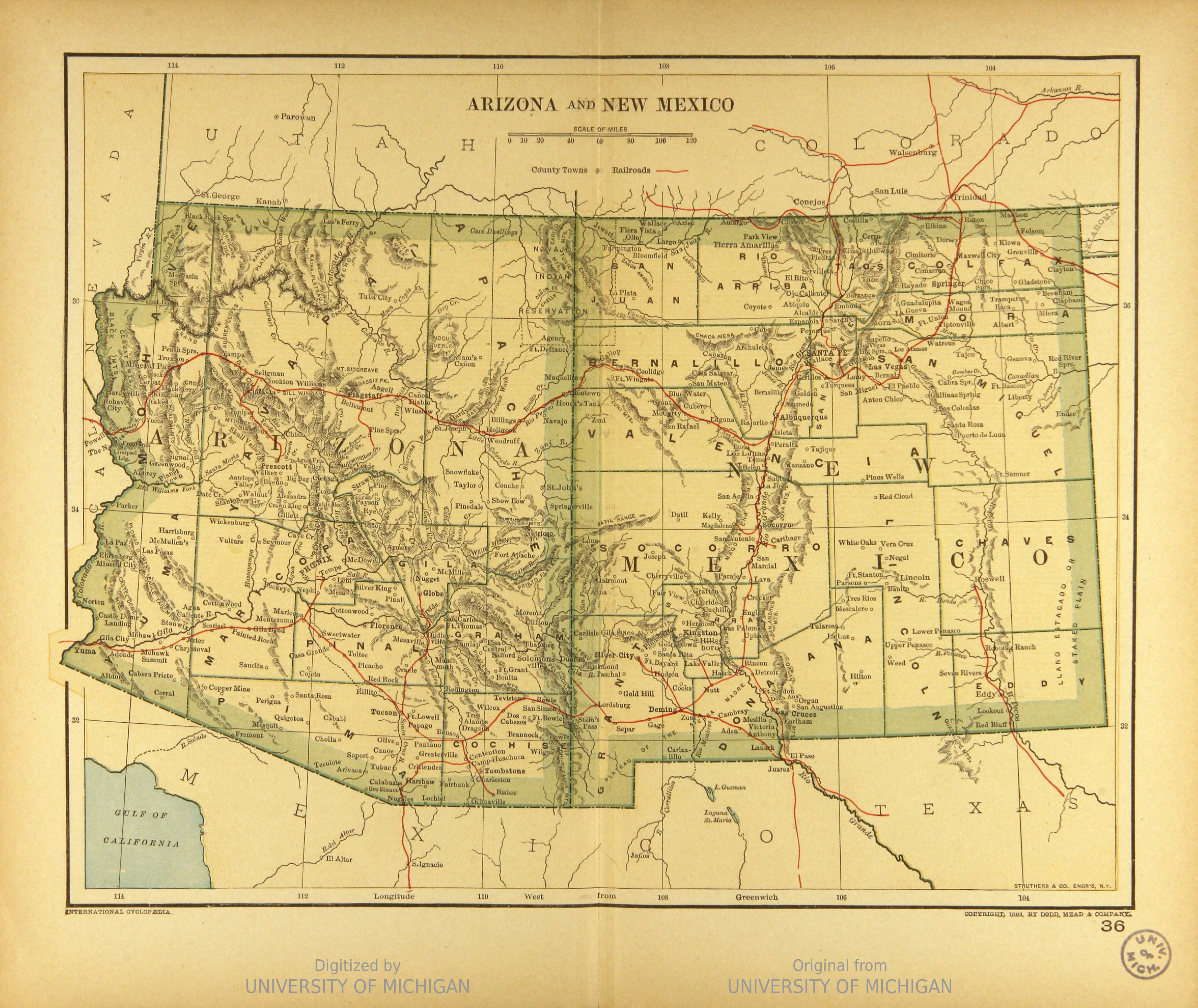
Аризона (слева) и Нью-Мексико на карте 1894 года

История штата Аризона начинается с эпохи заселения территории штата палеоиндейцами около 12 000 лет назад. Несколько тысячелетий спустя сформировались культуры Анасази, Хохокам, Синагуа и Могольон. В XV—XVI веках эти культуры загадочным образом исчезли. В 1539 году испанец Маркез де Низа первым из европейцев посетил Аризону. Аризона стала частью испанской колонии Новая Испания, а после обретения Мексикой независимости, в 1822 году, стала частью штата Сонора. После американо-мексиканской войны Аризона вошла в состав США и стала частью Территории Нью-Мексико (1848). В 1849 году, в о время калифорнийской золотой лихорадки, через Аризону пролегал один из популярных путей в Калифорнию. В 1854 году был заключён Договор Гадсдена, по которому США получили ещё часть штата Сонора, которая стала южной частью Аризоны.
В 1863 году территория Нью-Мексико была разделена на две части, и западная часть превратилась в территорию Аризона. В 1880 году здесь появились первые железные дороги, которые позволили более интенсивно заселять эти земли. 14 февраля 1912 года Аризона стала 48-м штатом США. На тот момент основой её экономики было скотоводство, хлопководство, выращивание цитрусов и добыча меди. Существенные изменения начались после 1945 года, когда в штата стали прибывать мигранты с Северо-запада и Среднего запада.